# LAME
LAME — програма з відкритим вихідним кодом для стиснення аудіо в MP3 (MPEG-1 Audio Layer 3). Назва LAME є рекурсивним акронімом (англ. LAME Ain’t an MP3 Encoder). Вважається, що цей кодер забезпечує найкращу якість MP3-файлів, що підтверджується в ряді контрольних прослуховувань кодеків MP3.
LAME стандарт підтримує командний рядок, оскільки вона сама не має графічного інтерфейсу. Але є багато графічних перетворювачів та аудіо редакторів, які працюють з цим кодером, так що здатність використовувати консоль не є необхідним для його роботи.